# Beatrice Chebet
Beatrice Chebet (Kericho, 2000. március 5. –) olimpiai bajnok kenyai futó. 2024-től a 10 000 méteres síkfutás világcsúcstartója. Az 5 km-es országúti futás világrekordját is ő tartja.

## Pályafutása
2018 júniusában első kenyaiként tudott győzni az U20-as világbajnokságon a női 5000 méteres távon. 2019-ben megnyerte az U20-as Afrika-bajnokságot 16:02,66-as idővel. A 2019-es junior mezeifutó-világbajnokságon két etióp futóval, Alemitu Tarikuval és Tsigie Gebreselamával egyszerre ért célba 20:50-es idővel és az első pillanatokban Tarikut tekintették győztesnek. A célfotót utólag megvizsgálva azonban bebizonyosodott, hogy Chebet érte el elsőként a célvonalat, így ő lett hivatalosan is az U20-as világbajnok. Az U20-as csapatban pedig ezüstérmes lett.A felnőtt korosztályban mezeifutó-világbajnokságon 2023-ban és 2024-ben egyéni kategóriában és csapatban is győzni tudott.
Első felnőtt világbajnokságán 2022-ben 14:46,75-tel lett ezüstérmes Gudaf Tsegay mögött 5000 méteren. Egy évvel később, a budapesti világbajnokságon előfutamát megnyerte, a döntőben pedig 14:54,33-as idővel lett bronzérmes.
2023 decemberében Barcelonában egy csak nők számára kiírt 5 km-es országúti versenyen megdöntötte a világrekordot. 14:13-as ideje jobb volt a csak női résztvevős versenyeken fennálló és a vegyes versenyeken elért világrekordnál is.
A 2024-es Diamond League szezon májusi eugene-i versenyén megrendezett 10 000 méteres bemutató futamon indult. 2020 óta először versenyzett ezen a távon. A verseny nagy részén a világbajnoki címvédő Gudaf Tsegay-jal együtt futott, a többieket több másodperccel lehagyva. Három körrel a vége előtt Chebet ritmust váltott és gyorsan elszakadt etióp ellenfelétől. Végül 28:54,14-es idővel, új világcsúccsal ért célba több mint 11 másodperces előnnyel. Ezzel ő lett az első női futó, aki 29 percen belül teljesítette a távot atlétikai versenypályán.
A 2024-es párizsi olimpián az 5000 méteres távon 14:28,56-os idővel győzni tudott, megelőzve a világbajnoki címvédő Faith Kipyegont és az olimpiai címvédő Sifan Hassant. Négy nappal később Chebet indult a 10 000 méteres távon is, amelyet szintén meg tudott nyerni, győztes ideje 30:43,25 volt.
2024 decemberében egy barcelonai versenyen első nőként futott 14 percen belüli időt a vegyes országúti 5 km-es kategóriában. 13:54-es idővel saját korábbi világcsúcsát döntötte meg.

## Egyéni legjobbjai
Szabadtér
| Táv      | Eredmény | Helyszín                          | Időpont              |
| -------- | -------- | --------------------------------- | -------------------- |
| 1500 m   | 4:06,06  | Nairobi, Kenya                    | 2023. június 24.     |
| 3000 m   | 8:24,05  | Hsziamen, Kína                    | 2023. szeptember 2.  |
| 5000 m   | 14:05,92 | Eugene, Amerikai Egyesült Államok | 2023. szeptember 17. |
| 10 000 m | 28:54,14 | Eugene, Amerikai Egyesült Államok | 2024. május 25.      |

Országút
| Táv         | Eredmény | Helyszín                 | Időpont            |
| ----------- | -------- | ------------------------ | ------------------ |
| 5 km női    | 14:13    | Barcelona, Spanyolország | 2023. december 31. |
| 5 km vegyes | 13:54    | Barcelona, Spanyolország | 2024. december 31. |
| 10 km       | 32:52    | Eldoret, Kenya           | 2019 november 24.  |